# Суворовське (Євпаторійський район)
Суво́ровське (до 1945 року — Бага́й, крим. Bağay) — село Євпаторійського району Автономної Республіки Крим. Населення — 3200 чол.

## Географія
Суворовське — село в центрі району, в степовому Криму, в вершині західної затоки озера Сасик, фактично — північне передмістя Євпаторії. Висота над рівнем моря — 8 м. Сусідні села: Ізвесткове — за 0,6 км на південь і Каменоломня за 2,5 км на схід. Відстань до райцентру — близько 27 кілометрів, найближча залізнична станція — Евпаторія) за 6 км.

## Історія

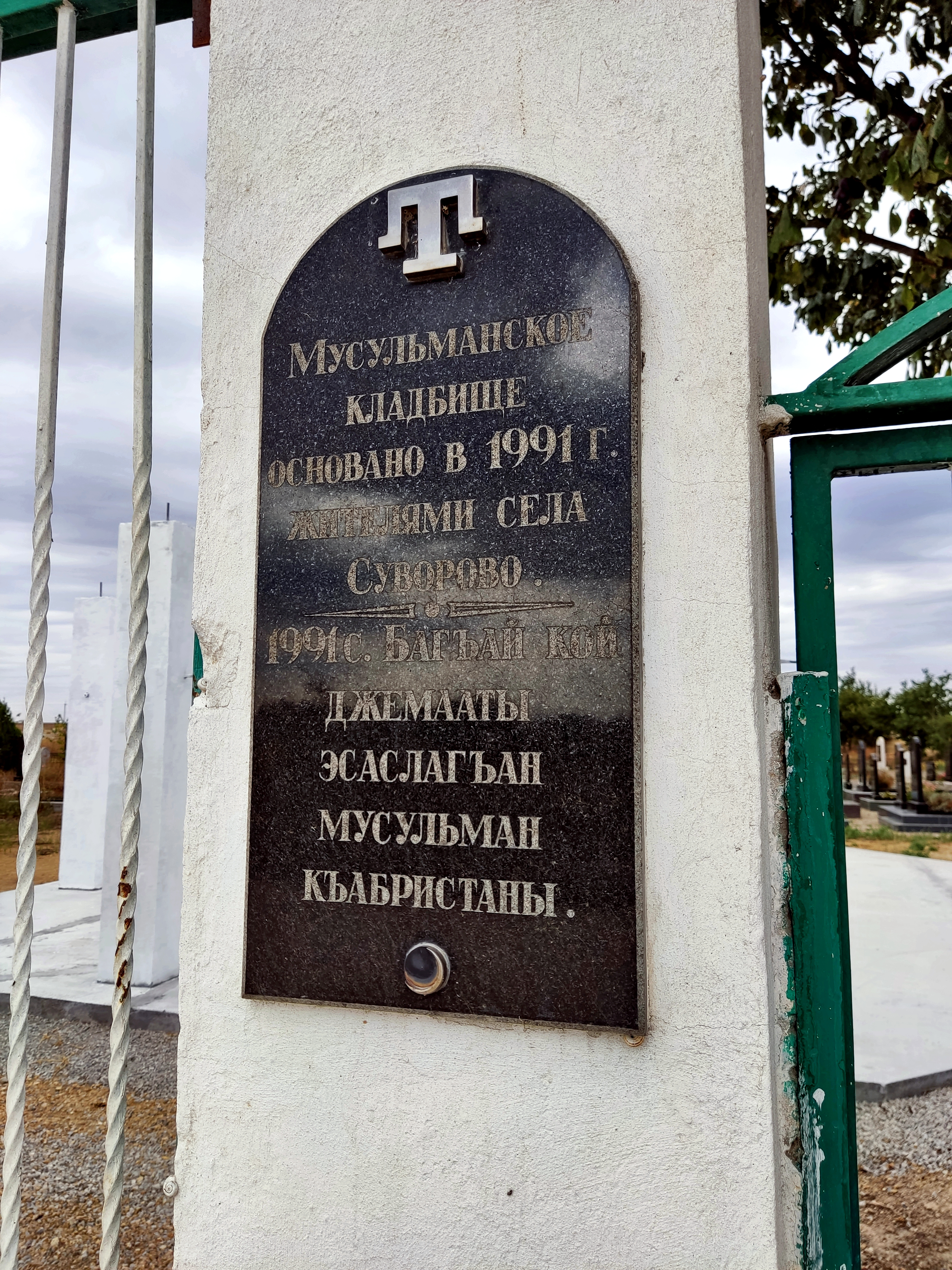
Цвинтар в селі, 2021 рік

На околицях Суворовського знайдено залишки поселення і кургани доби бронзи, а також кургани із скіфськими похованнями.
Перша документальна згадка села зустрічається в Камеральному Описі Криму … 1784, судячи з якого в останній період Кримського ханства Байнак входив до Козловського кадилику Козловського каймакамства. Мабуть, під час анексії Криму Російською імперією населення села виїхало в Туреччину, оскільки в ревизьких документах кінця XVIII — першої половини XIX століть не зустрічається. Після створення 8 (20) жовтня 1802 Таврійської губернії Богай територіально перебував у складі Кудайгульської волості Євпаторійського повіту.
Військові топографи, у свою чергу, відзначали кинуті поселення на картах: в 1817 році село Богай позначена пустуючим, а на мапі 1842 позначений вже хутір Богай.
На трехверстовій мапі 1865—1876 року в селі Богай Чотайської волості (приписана після земської реформи Олександра II 1860-х років) 9 дворів.
Знову в доступних джерелах Богай зустрічається в Статистичному довіднику Таврійської губернії 1915, як селище Сакської волості Євпаторійського повіту.
Після радянської окупації, за постановою Кримревкома від 8 січня 1921 № 206 «Про зміну адміністративних кордонів» була скасована волосна система і село увійшло до складу Євпаторійського району Євпаторійського повіту, а в 1922 році повіти отримали назву округів. 11 жовтня 1923 року, згідно з постановою ВЦВК, в адміністративний поділ Кримської АРСР були внесені зміни, в результаті яких округи були скасовані і відбулося укрупнення районів — територію округу включили в Євпаторійський район. Згідно Списку населених пунктів Кримської АРСР за Всесоюзним переписом 17 грудня 1926, село Богай було центром Богайської сільради Євпаторійського району.
Указом Президії Верховної Ради РРФСР від 21 серпня 1945 Богай був перейменований в Суворовське, а Богайська сільрада — до Суворовську. З 25 червня 1946 року — у складі Кримської області РРФСР, яка 26 квітня 1954 була передана зі складу РРФСР до складу УРСР.
1 січня 1965 року, указом Президії ВР УРСР «Про внесення змін до адміністративного районування УРСР — по Кримській області», Євпаторійський район був скасований і село включили до складу Сакського  (за іншими даними — 11 лютого 1963).
У 2023 році у проєкті Постанови Верховної Ради України «Про перейменування деяких населених пунктів Автономної Республіки Крим» село запропоновано перейменувати на Багай.